# FIVB Volleyball World Grand Champions Cup 2017 (damer)
FIVB Volleyball World Grand Champions Cup 2017 utspelade sig 5 till 10 september 2017 i Nagoya och Tokyo, Japan. Det var den sjunde upplagan av turneringen och sex landslag från FIVB:s medlemsförbund deltog. Kina vann tävlingen för andra gången i rad.

## Arenor[2]
|                                                                            |                                                                         |  |
|                                                                            |                                                                         |  |
| Nagoya Civic General Gymnasium Stad: Nagoya Kapacitet: 10 000 Öppnad: 1987 | Tokyo Metropolitan Gymnasium Stad: Tokyo Kapacitet: 10 000 Öppnad: 1954 |  |

## Regelverk

### Format
Tävlingen genomfördes i form av seriespel.

### Metod för att bestämma tabellplacering
Om slutresultatet blev 3-0 eller 3-1 tilldelades 3 poäng till det vinnande laget och 0 till det förlorande laget, om slutresultatet blev 3-2 tilldelades 2 poäng till det vinnande laget och 1 till det förlorande laget. 
Rankningsordningen i serien definierades utifrån:
- Antal vunna matcher
- Poäng
- Kvot vunna / förlorade set
- Kvot vunna / förlorade poäng.
- Inbördes möte(n)

## Deltagande lag[4]
| Lag       | Kvalificerat som         | Deltog senast |
| --------- | ------------------------ | ------------- |
| Brasilien | 1:a på CSV:s ranking     | Japan 2013    |
| Kina      | 1:a på AVC:s ranking     | Japan 2005    |
| Sydkorea  | Wild card                | Japan 2009    |
| Japan     | Värdland                 | Japan 2013    |
| Ryssland  | 1:a på CEV:s ranking     | Japan 2013    |
| USA       | 1:a på NORCECA:s ranking | Japan 2013    |

## Turneringen[5]

### Resultat
| 5 september 2017 Tokyo Metropolitan Gymnasium, Tokyo Speltid: 1h:43 - Åskådare: 2 100     | Ryssland  | 1 - 3 | Brasilien | 17-25, 25-23, 23-25, 12-25        |
| 5 september 2017 Tokyo Metropolitan Gymnasium, Tokyo Speltid: 1h:38 - Åskådare: 4 100     | USA       | 1 - 3 | Kina      | 25-18, 18-25, 14-25, 17-25        |
| 5 september 2017 Tokyo Metropolitan Gymnasium, Tokyo Speltid: 1h:37 - Åskådare: 10 000    | Japan     | 3 - 0 | Sydkorea  | 25-23, 25-21, 26-24               |
| 6 september 2017 Tokyo Metropolitan Gymnasium, Tokyo Speltid: 2h:17 - Åskådare: 1 500     | Brasilien | 2 - 3 | Kina      | 20-25, 12-25, 25-20, 25-23, 17-19 |
| 6 september 2017 Tokyo Metropolitan Gymnasium, Tokyo Speltid: 1h:15 - Åskådare: 3 500     | Sydkorea  | 0 - 3 | USA       | 22-25, 20-25, 16-25               |
| 6 september 2017 Tokyo Metropolitan Gymnasium, Tokyo Speltid: 2h:03 - Åskådare: 10 000    | Ryssland  | 3 - 1 | Japan     | 22-25, 25-18, 25-22, 28-26        |
| 8 september 2017 Nagoya Civic General Gymnasium, Nagoya Speltid: 1h:53 - Åskådare: 850    | USA       | 3 - 2 | Ryssland  | 23-25, 25-21, 19-25, 25-21, 15-9  |
| 8 september 2017 Nagoya Civic General Gymnasium, Nagoya Speltid: 1h:03 - Åskådare: 2 600  | Kina      | 3 - 0 | Sydkorea  | 25-14, 25-4, 25-12                |
| 8 september 2017 Nagoya Civic General Gymnasium, Nagoya Speltid: 2h:12 - Åskådare: 8 000  | Japan     | 3 - 2 | Brasilien | 25-18, 25-27, 25-15, 16-25, 15-6  |
| 9 september 2017 Nagoya Civic General Gymnasium, Nagoya Speltid: 1h:17 - Åskådare: 2 000  | Ryssland  | 0 - 3 | Kina      | 20-25, 18-25, 20-25               |
| 9 september 2017 Nagoya Civic General Gymnasium, Nagoya Speltid: 1h:17 - Åskådare: 4 500  | Brasilien | 3 - 0 | Sydkorea  | 25-15, 25-10, 25-23               |
| 9 september 2017 Nagoya Civic General Gymnasium, Nagoya Speltid: 2h:26 - Åskådare: 8 000  | Japan     | 2 - 3 | USA       | 25-22, 21-25, 28-26, 21-25, 12-15 |
| 10 september 2017 Nagoya Civic General Gymnasium, Nagoya Speltid: 1h:14 - Åskådare: 3 000 | Sydkorea  | 0 - 3 | Ryssland  | 19-25, 16-25, 21-25               |
| 10 september 2017 Nagoya Civic General Gymnasium, Nagoya Speltid: 1h:24 - Åskådare: 4 100 | USA       | 0 - 3 | Brasilien | 20-25, 23-25, 19-25               |
| 10 september 2017 Nagoya Civic General Gymnasium, Nagoya Speltid: 1h:52 - Åskådare: 8 000 | Kina      | 3 - 1 | Japan     | 25-22, 24-26, 25-18, 25-16        |

### Sluttabell
| Pos. | Lag       | Pt | M | V | F | SV | SF | Kvot  | PV  | PF  | Kvot  |
| ---- | --------- | -- | - | - | - | -- | -- | ----- | --- | --- | ----- |
| 1    | Kina      | 14 | 5 | 5 | 0 | 15 | 4  | 3.750 | 454 | 343 | 1.323 |
| 2    | Brasilien | 11 | 5 | 3 | 2 | 13 | 7  | 1.857 | 438 | 405 | 1.081 |
| 3    | USA       | 7  | 5 | 3 | 2 | 10 | 10 | 1.000 | 431 | 434 | 0.993 |
| 4    | Ryssland  | 7  | 5 | 2 | 3 | 9  | 10 | 0.900 | 411 | 427 | 0.962 |
| 5    | Japan     | 6  | 5 | 2 | 3 | 10 | 11 | 0.909 | 462 | 471 | 0.980 |
| 6    | Sydkorea  | 0  | 5 | 0 | 5 | 0  | 15 | 0.000 | 260 | 376 | 0.691 |

## Slutplaceringar
| Pos | Lag       |
| --- | --------- |
|     | Kina      |
|     | Brasilien |
|     | USA       |
| 4   | Ryssland  |
| 5   | Japan     |
| 6   | Sydkorea  |

## Individuella utmärkelser[6]
| Utmärkelse              | Namn                  | Lag       |
| ----------------------- | --------------------- | --------- |
| Mest värdefulla spelare | Zhu Ting              | Kina      |
| Bästa passare           | Koyomi Tominaga       | Japan     |
| Bästa högerspiker       | Tandara Caixeta       | Brasilien |
| Bästa vänsterspiker     | Zhu Ting              | Kina      |
| Bästa vänsterspiker     | Jordan Larson         | USA       |
| Bästa center            | Ana Carolina da Silva | Brasilien |
| Bästa center            | Yuan Xinyue           | Kina      |
| Bästa libero            | Kotoe Inoue           | Japan     |